# Парламентские выборы в Норвегии (1903)
Парламентские выборы в Норвегии проходили с 6 августа по 16 сентября 1903 года. Результатом выборов стала победа альянса Консервативной, Умеренной либеральной и Коалиционной партий, который получил 62 из 117 мест в Стортинге. Рабочая партия впервые получила парламентские места. Это также были последние выборы в Норвегии, когда Норвегия была в унии со Швецией, существовавшей в 1814—1905 годах.

## Избирательная система
Выборы 1903 года были последними парламентскими выборами с непрямым голосованием, когда избиратели голосовали не за депутатов, а за выборщиков. В каждом избирательном округе за проведение избрания выборщиков отвечал шериф или председатель. Выборщики затем собирались для избрания депутатов. В сельской местности каждый округ имел избирательные советы и назначал от 1 до 5 депутатов из 78 депутатов парламента. На городских избирательных участках избирали одного или нескольких из 39 депутатов парламента.

## Ход выборов
Выборы проходили с 5 августа по 8 сентября. На 436 выборах в сельской местности было выдвинуто в общей сложности 3 706 избирателей. На 40 городских выборах было выдвинуто 2 168 избирателей. Четыре из выборов были отклонены, и новые выборы были проведены в период с 20 ноября по 16 декабря 1903 года. Выборы проводились в период с 13 августа по 16 сентября 1903 года. Новый Стортинг начал работу 12 октября 1903 года.

## Результаты
| Партия                                                                                     | Партия                                | Голоса  | %    | Места | +/- |
| ------------------------------------------------------------------------------------------ | ------------------------------------- | ------- | ---- | ----- | --- |
|                                                                                            | Консервативная партия                 | 106 042 | 44,8 | 47    | +16 |
|                                                                                            | Умеренная либеральная партия          | 106 042 | 44,8 | 10    | +4  |
|                                                                                            | Коалиционная партия                   | 106 042 | 44,8 | 5     | -   |
|                                                                                            | Либеральная партия                    | 101 142 | 42,7 | 48    | -29 |
|                                                                                            | Рабочие демократы                     | 101 142 | 42,7 | 2     | +2  |
|                                                                                            | Рабочая партия                        | 22 948  | 9,7  | 5     | +5  |
|                                                                                            | Прочие партии                         | 6 509   | 2,8  | 0     | -   |
| Недействительных/пустых бюллетеней                                                         | Недействительных/пустых бюллетеней    | 3 862   | -    | -     | -   |
| Всего                                                                                      | Всего                                 | 240 503 | 100  | 117   | +3  |
| Зарегистрированных избирателей / Явка                                                      | Зарегистрированных избирателей / Явка | 433 273 | 55,5 | -     | -   |
| Источники: Nohlen & Stöver; NSD Polsys Архивная копия от 7 декабря 2014 на Wayback Machine |                                       |         |      |       |     |